# Parsons Green (London Underground)

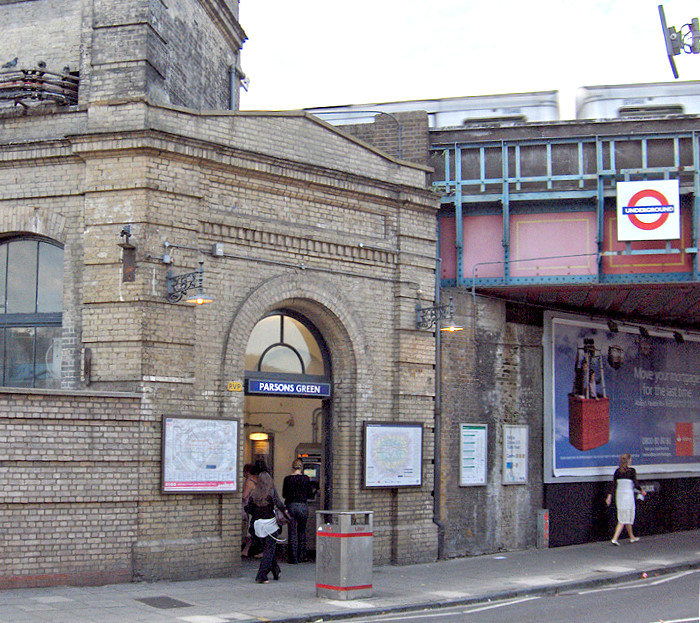
Stationsgebäude (2006)

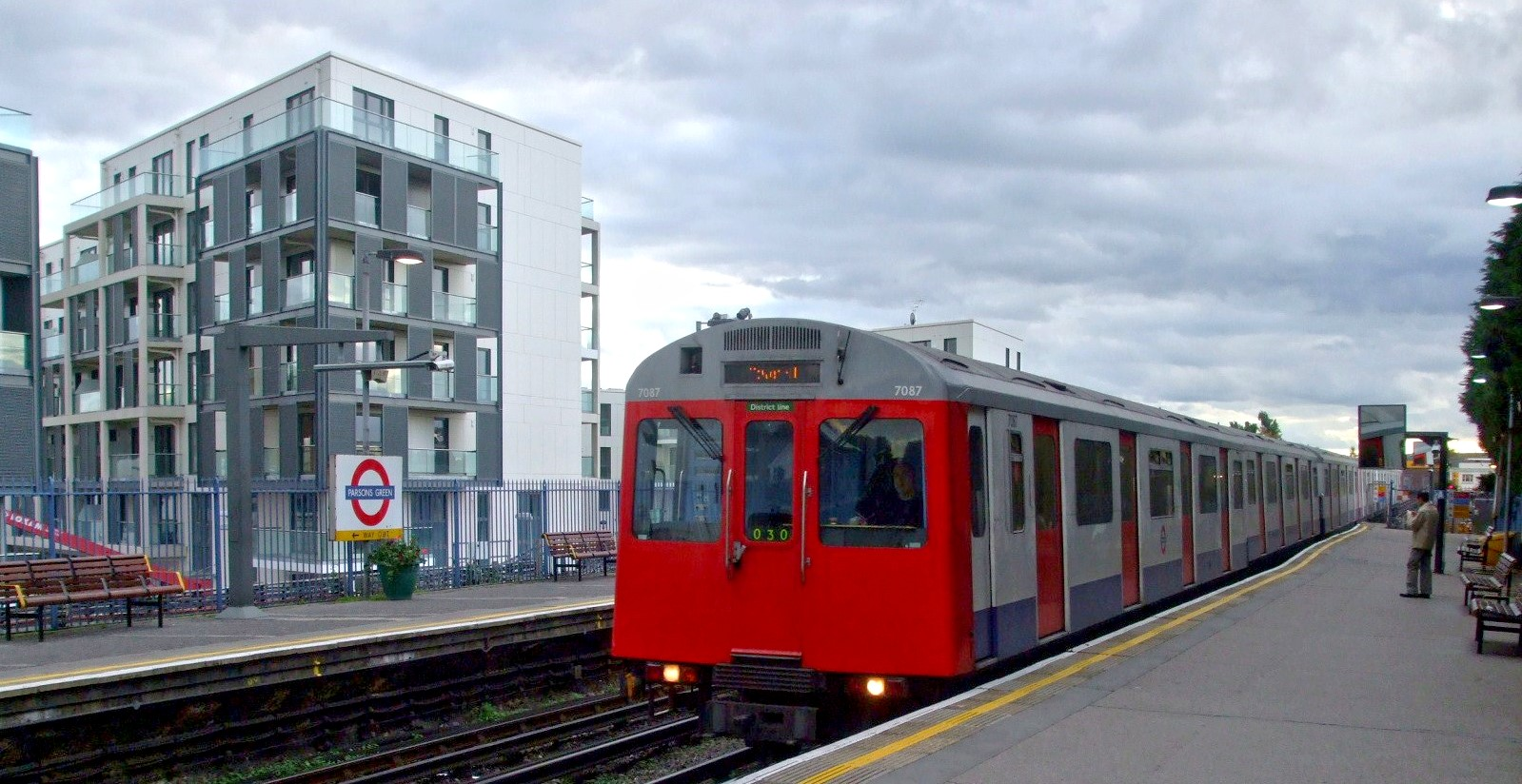
U-Bahn-Zug der District Line am Bahnsteig der Station Parsons Green (2008)

Parsons Green ist eine oberirdische Station der London Underground im Stadtbezirk London Borough of Hammersmith and Fulham. Sie liegt in der Travelcard-Tarifzone 2 auf einem Viadukt über der Parsons Green Lane. Im Jahr 2014 nutzten 6,80 Millionen Fahrgäste diese von der District Line bediente Station. Südöstlich davon liegt eine Abstellanlage.

## Geschichte
Die Eröffnung des Haltepunktes erfolgte am 1. März 1880 durch die Metropolitan District Railway, die Vorgängergesellschaft der District Line, im Zusammenhang mit der Inbetriebnahme der Strecke zwischen West Brompton und Putney Bridge. Der elektrische Betrieb begann am 23. Juli 1905.
Am 15. September 2017 kam es um 08:20 Uhr Ortszeit zu einem Terroranschlag in einem U-Bahn-Waggon der District Line, als der Zug am Bahnsteig hielt. Dabei wurden mindestens 22 Personen verletzt, wobei die meisten Opfer Verbrennungen erlitten, aber keines in Lebensgefahr schwebte. Der Anschlag zur Berufspendlerzeit verlief nicht wie geplant, weil der mutmaßlich selbstgebaute Sprengsatz offensichtlich nicht explodierte, sondern verpuffte. Ein Gericht sprach für den Anschlag im März 2018 einen Iraker des versuchten Mordes für schuldig. Da der Mann bei den Angaben zu seinem Alter offenbar gelogen hatte und mindestens 21 Jahre alt war, wurde er als Erwachsener bestraft und schließlich zu 34 Jahren Haft verurteilt.